# Money, Money, Money
Money, Money, Money 是瑞典乐队ABBA推出的一首歌曲，該歌曲由班尼·安德森和比约恩·乌尔韦乌斯创作， 安妮-弗瑞德·林斯塔德是該歌曲的主唱。该歌曲于 1976年11月1日发行。这首歌  講述的是一位女性尽管努力工作，却仍然无法存有多餘的錢，因此她渴望嫁給一位富裕的男人。在音乐剧媽媽咪呀！中也有人唱了這首歌。